# کیتی اونیل
کیتی اونیل (انگلیسی: Kitty O'Neil; ۲۴ مارس ۱۹۴۶ – ۲ نوامبر ۲۰۱۸) مهندس، راننده خودروی مسابقه‌ای، بدل‌کار، و شیرجه‌رو اهل ایالات متحده آمریکا بود.
کیتی لین اونیل (زاده ۲۴ مارس ۱۹۴۶ – درگذشته ۲ نوامبر ۲۰۱۸) یک بدلکار و مسابقه‌دهنده آمریکایی بود که به عنوان «سریع‌ترین زن جهان» لقب گرفت. یک بیماری در اوایل کودکی او را ناشنوا کرد، و بیماری‌های بیشتر در اوایل بزرگسالی باعث کوتاهی مدت شغلش در شنا شد. حرفه بعدی اونیل به عنوان یک بدلکار و راننده مسابقه منجر به به تصویر کشیدن او در یک فیلم تلویزیونی و به عنوان یک چهره اکشن شد. رکورد سرعت مطلق زنان او تا سال ۲۰۱۹ پابرجا بود.

## اوایل زندگی
کیتی لین اونیل در ۲۴ مارس ۱۹۴۶ در کورپس کریستی، تگزاس به دنیا آمد. جان اونیل، پدرش، یک افسر در نیروی هوایی ارتش ایالات متحده آمریکا بود که یک چاه کن نفتی بود. او در کودکی کیتی در یک سانحه هوایی جان باخت. مادرش، پتسی کامپتون اونیل، چروکی بومی بود. در پنج ماهگی، اونیل به بیماری‌های همزمان دوران کودکی مبتلا شد، شنوایی خود را از دست داد. پس از اینکه ناشنوایی او در سن دو سالگی آشکار شد، مادرش لب خوانی و گفتار را به او آموزش داد، در نهایت تبدیل به یک گفتاردرمانگر شد و مدرسه ای برای دانش آموزان با اختلالات شنوایی در ویچیتا فالز، تگزاس تأسیس کرد.
در نوجوانی، کیتی به یک شیرجه رو سکوی ۱۰ متری و شیرجه رو تخته پرشی ۳ متر تبدیل شد و در مسابقات قهرمانی شیرجه اتحادیه ورزشکاران آماتور برنده شد. او در سال ۱۹۶۲ با مربی شیرجه سامی لی تمرین کرد. قبل از رقابت‌های تمرینی بازی‌های المپیک تابستانی ۱۹۶۴، او مچ دست خود را شکست و به مننژیت نخاعی مبتلا شد، که توانایی او را در راه رفتن تهدید کرد و به رقابت او برای یک موقعیت در تیم شیرجه المپیک پایان داد. او در ۱۰۰ متر کرال پشت و ۱۰۰ متر شنا آزاد در المپیک تابستانی ناشنوایان ۱۹۶۵ شرکت کرد.[۷] پس از بهبودی از مننژیت، او علاقه خود را به شیرجه از دست داد و به اسکی روی آب، غواصی اسکوبا، چتربازی و کایت‌سواری روی آورد و اظهار داشت که شیرجه «برای من به اندازه کافی ترسناک نبود». در اواخر ۲۰ سالگی، او تحت دو درمان سرطان قرار گرفت.

## حرفه
در سال ۱۹۷۰، اونیل به مسابقه در آب و خشکی پرداخت و در Baja 500 و Mint 400 شرکت کرد. او هنگام مسابقه موتور سیکلت با بدلکاران هل نیدهام و ران همبلتون آشنا شد و با همبلتون زندگی کرد، مسابقه را برای مدتی رها کرد. در اواسط دهه ۱۹۷۰، او وارد کار بدلکاری شد و با نیدهام، همبلتون و دار رابینسون تمرین کرد. در سال ۱۹۷۶، او اولین زنی بود که با استانت آنلیمیتد، آژانس بدلکاری پیشرو، همکاری کرد. او به عنوان یک بدلکار در فیلم‌های زن بیونیک، فرودگاه ۷۷، برادران بلوز (فیلم) و سایر تولیدات تلویزیونی و سینمایی ظاهر شد.
در فیلمبرداری یک قسمت از زن شگفت‌انگیز در سال ۱۹۷۹، اونیل برای اجرای یک بدلکاری بسیار دشوار به جای جنین اپر، که بدلکار معمول لیندا کارتر بود، استخدام شد. در این روند، او رکورد پرش ارتفاع ۱۲۷ فوتی (۳۹ متر) را در ولی هیلتون ۱۲ طبقه در شرمن اوکس کالیفرنیا به ثبت رساند. جسه کوچکش (قد ۱۵۷ سانتی‌متری و وزن ۹۷ پوند (۴۴ کیلوگرم) به او اجازه داد در برابر نیروهای ضربه مقاومت کند. او بعداً با سقوط ۱۸۰ فوت (۵۵ متر) از هلیکوپتر رکورد خود را شکست. در سال ۱۹۷۷، اونیل رکورد زنان در سرعت ۲۷۵ مایل در ساعت (۴۴۳ کیلومتر در ساعت) را به نام خود ثبت کرد و او در سال ۱۹۷۰ رکورد ۱۰۴٫۸۵ مایل در ساعت (۱۶۸٫۷۴ کیلومتر در ساعت) را در اسکی روی آب در اختیار داشت.